# Callisto (fusée)
Pour les articles homonymes, voir Callisto.
CALLISTO, acronyme de Cooperative Action Leading to Launcher Innovation in Stage Toss-back Operations, est une fusée mono-étage expérimentale développée par les agences spatiales française (CNES), allemande (DLR) et japonaise (JAXA) dont l'objectif est de mettre au point les techniques nécessaires pour réaliser un lanceur réutilisable (retour au sol, remise en condition) et d'estimer le coût opérationnel d'un tel lanceur. Un premier vol d'essais est prévu courant 2026

## Contexte: la mise au point du prochain lanceur européen
Le démonstrateur Callisto est un des composants développés pour permettre la transition entre le lanceur Ariane 6 dont le premier vol a lieu le 9 juillet 2024, et son futur remplaçant baptisé Ariane Next qui devrait voler vers 2035. Ariane Next reprendrait la formule mise au point par SpaceX avec son lanceur Falcon 9 : il comporte un premier étage réutilisable qui revient se poser sur Terre à la verticale après s'être séparé du deuxième étage. Pour permettre sa réutilisation, cet étage utilise plusieurs moteurs-fusées à ergols liquides Prometheus (en cours de développement) brûlant un mélange de méthane et d'oxygène liquides. Le lanceur utiliserait 9 moteurs de ce type pour le premier étage et un moteur unique pour le second étage.
Pour mettre au point les techniques de réutilisation, le CNES propose de développer plusieurs engins expérimentaux intermédiaires : 
- FROG[5], un petit démonstrateur permettant de tester l'atterrissage à la verticale d'un étage de fusée. Celui-ci a effectué plusieurs vols en 2019.
- CALLISTO, un premier étage réutilisable de taille intermédiaire (13 mètres de haut, propulsion de 40 kilonewtons de poussée) destiné à tester toutes les phases de vol y compris la rentrée atmosphérique à vitesse supersonique. Dix vols d'essais sont prévus, le premier dès 2025[6],[7].
- Themis, un premier étage réutilisable utilisant de un à trois moteurs-fusées Prometheus et qui volerait vers 2025-2026[8].

## Déroulement du projet
Le développement de CALLISTO a été proposé pour la première fois en 2015. Les agences spatiales française, allemande et japonaise ont décidé de joindre leurs forces pour développer ce démonstrateur en 2017. La phase A s'est achevée en février 2018. La phase B au niveau Système s'est achevée en décembre 2019. 
Fin 2024 a lieu la fin de la phase de conception détaillée. En 2023, l'intégration du véhicule à lieu au Japon. En août 2024, le premier des dix vols d'essai est prévu en 2026.

## Caractéristiques techniques
CALLISTO est une fusée comprenant un seul étage haut d'environ 13 mètres pour un diamètre de 1,1 mètre. Elle est propulsée par un moteur-fusée brûlant un mélange d'hydrogène et d'oxygène d'une poussée de 40 kilo Newtons pouvant réduire sa poussée jusqu'à 40% de sa valeur. La fusée est conçue pour revenir au sol et se poser à la verticale. À cet effet, elle dispose d'ailerons déployés durant la phase balistique qui sont utilisés pour stabiliser et contrôler la fusée durant sa rentrée atmosphérique et son atterrissage. Quatre pieds sont déployés à sa base peu avant son atterrissage. Le contrôle d'attitude est obtenu à l'aide de trois systèmes qui selon les phases de vol peuvent être combinés ou utilisés seuls, : 
- Le moteur-fusée principal peut être incliné dans deux dimensions et sa poussée peut être modulée. Il est fourni par la JAXA.
- Les moteurs de contrôle d'attitude permettent de contrôler les mouvements de roulis mais également permettent de contrôler l'attitude du véhicule et qui sont fournis par le CNES.
- Les quatre ailerons utilisés exclusivement durant la descente permettent de contrôler le roulis, le tangage et le lacet tant que la pression aérodynamiques sur leur surface est suffisante. Les ailerons sont également utilisés pour modifier l'angle d'attaque ainsi permettent à CALLISTO de fournir de la portance. Ces ailerons sont développés par le DLR.

Les autres technologies qui vont être testées avec Callisto et qui sont nécessaires pour opérer des lanceurs réutilisables sont :
- le système d'atterrissage fourni par le DLR,
- le segment sol sous la responsabilité du CNES,
- le système de navigation développé par le DLR,
- le logiciel de vol dont une version est fournie par le DLR et JAXA et l'autre par le CNES.

Tous ces systèmes sont dimensionnés pour 10 vols.

## Réalisation des tests
Au moins cinq tests de complexité croissante doivent être effectués avec CALLISTO. Le lancement se fera depuis le pas de tir désaffecté de la fusée Diamant situé sur la base de Kourou en Guyane française. L'atterrissage était initialement envisagé sur une barge mais cette option a depuis été écartée.  